# ساموئل برانستون
ساموئل برانستون (انگلیسی: Samuel Bronston؛ ‏ ۷ اوت ۱۹۰۸ – ۱۲ ژانویهٔ ۱۹۹۴) تهیه‌کننده فیلم و سرمایه‌دار رسانه‌ای اهل ایالات متحده آمریکا بود. فیلم‌های او در مجموع ۷ مرتبه نامزد دریافت جوایز اسکار شدند.

## گزیدهٔ فیلم‌شناسی
- فورت ساگان (۱۹۸۴)
- دنیای سیرک (۱۹۶۴)
- سقوط امپراتوری روم (۱۹۶۴)
- ۵۵ روز در پکن (۱۹۶۳)
- ال سید (۱۹۶۱)
- شاهنشاه (۱۹۶۱)
- جان پل جونز (۱۹۵۹)
- قدم زدن زیر آفتاب (۱۹۴۵)
- جک لندن (۱۹۴۳)
- ماجراهای مارتین ایدن (۱۹۴۲)